# Нобелов добротворни фонд
Нобелов добротворни фонд  (или (фр. Nobel Sustainability Trust (NST)) је добротворна организација коју су основали 2007. године неки чланови шведске породице Нобел, односно потомци Лудвига Нобела. Назив је касније промењен у Нобелов фонд за одрживост 2011. године како би прецизније представио његову улогу и активности. Његови оснивачи су Мајкл Нобел, Густаф Нобел, Питер Нобел и Филип Нобел. Питер Нобел је виши саветник. Нобелов добротворни фонд је објавио намеру да додели сопствену награду.

## Мисија фонда
Oснивачи Нобеловог фонда за одрживост са великом забринутошћу посматрају уништавање виталних, природних и необновљивих светских ресурса. Оснивачи сматрају да ће економско и социјално здравље цивилизације у великој мери зависити од доступности обновљиве енергије и одрживог приступа у пољопривреди, шумарству, индустријској производњи и мелиорацији вода.
Мисија Нобеловог фонда за одрживост је да промовише одржив економски раст који чува и на крају унапређује живе системе на планети, ствара могућности за људе и искористи људску генијалност као подршку за просперитетну заједничку будућност. У трагању за овим циљевима, фонд оснива конференцију о одрживости која укључује доделу две награде за одрживост у технологији и имплементацији, као и две стипендије у истој области. Сврха Нобелове награде фонда за одрживост је да се ода признање појединцима за њихов изузетан допринос одрживости и посвећеност обезбеђивању задовољења потреба садашњости без угрожавања способности будућих генерација да задовоље сопствене потребе.

## Награда Мајкла Нобела за енергију
Награда Мајкла Нобела за енергију је предложена награда која ће се додељивати „научницима и/или институцијама који су направили важна открића у области обновљиве енергије или чија открића могу довести до смањења загађења и глобалног загревања“.  То ће бити прва нова Нобелова награда коју је установила породица Нобел откако је Алфред Нобел установио своје награде 1895. (први пут су додељене шест година касније).